# ميشيل لي (مغنية)
ميشيل لي (هانغل: 이미쉘) هي مغنية كورية جنوبية، ولدت في 9 سبتمبر 1991 في باجو في كوريا الجنوبية.

## وصلات خارجية
- ميشيل لي على موقع ميوزك برينز (الإنجليزية)